# Tulipa kolpakowskiana
Tulipa kolpakowskiana är en liljeväxtart som beskrevs av Eduard August von Regel. Tulipa kolpakowskiana ingår i släktet tulpaner, och familjen liljeväxter. Inga underarter finns listade.